# Жерве Кенар
Жерве Кенар (на френски: Gervais Quenard) е католически свещеник, успенец, дългогодишен ръководител на Конгрегенцията на успеците, допринесъл за развитието на футбола в Пловдив.

## Биография
Жан-Клод Кенар е роден през януари 1875 г. в Шинен, департамента Савоа, Франция. След завършване на средното си образование през 1892 г. в градчето Мирибел-лез-Eшел, в департамента Изер, Жан-Клод е послушник в Ливри в департамента Ниевър, където приема монашеското име Жерве. На 15 август 1894 г. дава вечните си обети във Фанараки, близо до Цариград. Там той учи две години философия.

### Мисионерство
От 1896 г. до 1900 г. учи теология в Ерусалим, където е ръкоположен за свещеник на 20 август 1899 г. от монсиньор Пиави. Tой участва в някои археологически работи и става професор по свещено писане през 1900 г. От 1900 до 1904 г. преподава в Ерусалим и Палестина. През 1899 г. той съставя брошурата „Шест дена в Ерусалим“, предназначена за поклонници, а след това координира писането и публикуването на обемно „Ръководство за Палестина“, добре документирана работа за богатствата на региона и по-специално за религиозното наследство. През 1904 г. се завръща в Париж през Рим. Той е в Париж от 1904 до 1905 г., в разгара на подготовката за приемане на закона за разделяне на църквите и държавата. Тогава той пише няколко статии в религиозната преса.
От 1905 до 1908 г. работи в град Вилна тогава в Русия, където е свидетел на революцията от 1905. Прави кратки пътувания до Санкт Петербург, Москва и Киев. При едно от пътуванията со до Париж през 1908 г., той минава през Рим и разговаря с папа Пий X за ситуацията в Русия
През 1908 г. е назначен за преподавател във френския колеж „Свети Августин“ в Пловдив и още същата година става директор. На 9 октомври 1908 г. българското царско семейство посещават колежа и водят дълги тазговори с отец Жерве. Една от неговите заслуги е да превърне футболът в любима игра на пловдивчани. Между 1913 г. и 1915 г. отец Жерве е треньор на футболната дружина към колежа. На 22 април 1912 г. е игран първият междуградски футболен мач в България. Младежите от колеж, ръководени от отец Кенар, приели елита на софийския футбол – сборен отбор от три гимназии и Софийския университет.
През 1914 г. той започва строителството на нова сграда на колежа. По време на Първата световна война от 1915 до 1919 г. отец Жерве е в Румъния по политико-военни причини. През 1917 г. той пътува два пъти до Одеса, докато Русия е в разгара на революцията. След примирието се завръща в Пловдив, където пристигна на 15 януари 1919 г. и след някои ремонтни работи, успява да отвори отново колежа на 14 февруари 1919 г.
През 1919 г. отец Кенар и отец Гислер извършват истински подвиг за България. Благодарение на тях не сработва британският план Пловдив, Бургас и Стара Загора да се предадат на Гърция. Привличайки за каузата на България влиятелни политици и общественици, те успяват да се преборят за шесткратно намаление на българските репарации по Ньойския договор. Българското правителство ги награждава с ордена „За гражданска заслуга“ за тази им дейност.
През септември 1920 г. е назначен за ръководител на източната мисия на усенците и той се премества в азиатското предградие на Цариград Халкедон (днес Кадъкьой), в разгара на Гръцко-турска война (1919 – 1922).

### Ръководител на конгрегенция
През януари 1923 г. отец Кенар е назначен за ръководител (генерал) на конгрегенцията. Той изпълнява тази роля до 1952 г.
След поемане на поста, базиран в Рим, той предприема реорганизация на Ордена в 4 провинции. През 1925 г. той посещава общностите в Америка (САЩ и Чили), след това Централна Европа, Русия, а през 1935 г. и Конго, през 1937 г. Манджурия и т.н. Той се стреми да обедини различните общности на успенците и в частност женските общности. През 1929 г. той е преизбран начело на конгрегацията за нов мандат от 12 години. През 1930-те орденът се разраства в Европа, Азия, Африка и Америка. Между 1929 и 1935 г. общността нараства от 864 до 1164 души.
По време на Втората световна война отец Кенар, напуска Рим и живее във Франция, основно в Париж. По време на войната връзките между различните обекти на конгрегацията, независимо дали са във Франция между свободната зона и окупираната зона, и между централата на ордена и мисиите в чужбина. Още докато Франция е окупирана на 17 септември 1944 г. той пише „Призив за национално помирение“, който публикува в началото на януари 1945 г. Веднага след войната, той се установява в Рим, където е приет от папа Пий XII.
През 1946 г., отец Кенар е отново преизбран за генерал за нови 12 години. Той възобновява пътуванията си, прави 6-месечно посещение в Америка през 1948 г., за да посети мисиите в САЩ, Панама, Колумбия, Перу, Еквадор, Аржентина. Той не успява да възроди мисиите на Ордена в Ориента, където много от страните от Източна Европа и Далечния Изток попадат под комунистическо управление и мисиите трябва да бъдат затворени.
През 1950 г. той председателства церемониите по повод стогодишнината на конгрегация, които съвпадат с тържественото обявяване от Пий XII на 1 ноември 1950 г. на догмата за „Успение на Мария“.

### Пенсиониране и последни години
През 1952 г. на 77-годишна възраст на половината от мандата си, той се отказва от задълженията си като генерал на конгрегацията. След това прави няколко пътувания и продължава да пише.
Отец Жерве участва в ролята на съветник и одитор за подготвителните комисии на Втория Ватикански събор. Той умира в Рим на 6 февруари 1961 г., в навечерието на откриването на събора. Погребан е на гробището „Кампо Верано“, в гробницата на успенците.